# Tomás Maza Solano
Tomás Maza Solano (Guarnizo, 23 de abril de 1891- Santander, 1975), fue un bibliotecario e historiador cántabro vinculado al Centro de Estudios Montañeses donde fue secretario varios años. Entre sus investigaciones destaca "Nobleza, Hidalguía, Profesiones Y Oficios en la Montaña, según los Padrones del Catastro del Marqués de la Ensenada" publicada en 1957 y Romancero popular de la Montaña de 1933. Murió en Santander el 12 de septiembre de 1975.

## Biografía
Estudió en el Seminario Conciliar de Santander de 1905 a 1916, pero tras abandonar la carrera eclesiástica cursa estudios de Derecho y Filosofía y Letras. En 1916 obtiene la oposición de director de la Biblioteca Municipal de Santander, cargo que ocupará hasta la Guerra Civil, cuando es destituido. El 4 de mayo de 1938 la Comisión Gestora Provincial de Santander lo nombra Director del Servicio Bibliográfico y Documental de la Provincial de Santander y Director del archivo de la Diputación Provincial de Santander.
Además de su labor profesional colaboró con numerosas instituciones. El 22 de febrero de 1935 fue nombrado Correspondiente de la Real Academia de la Historia. Fue así mismo secretario del Centro de Estudios Montañeses y miembro del Ateneo de Santander, Patronato de las Cuevas de Altamira y Sociedad Menéndez Pelayo. También colaboró habitualmente en las revistas La Revista de Santander y Altamira, de la que fue director, ambas del Centro de Estudios Montañeses. Desde 1945 fue Cronista Oficial de Santander.

## Obras
- La poesía en la Montaña (1920)
- Romancero popular de la Montaña (Junto a José María de Cosío) (1933)
- Catálogo del Archivo del antiguo Monasterio de Jerónimos de Santa Catalina de Monte Corbán (1940)
- Nobleza, Hidalguía, Profesiones Y Oficios en la Montaña, según los Padrones del Catastro del Marqués de la Ensenada (1957)
- Relaciones histórico-geográficas y económicas de la provincia de Santander en el siglo XVIII (1970)

## Legado
Tras su fallecimiento la familia donó su archivo personal al Archivo Histórico Provincial de Cantabria donde ingresó como donación el 14 de noviembre de 1976. Su archivo consta de documentación estrictamente personal como correspondencia, documentación de funciones relacionadas con su trabajo o puestos en entidades y una colección de documentos históricos, algunos de los cuales siguen siendo propiedad de entidades diversas, como ocurre con el destacado Cartulario de Oñal, Bien de Interés Cultural propiedad del Centro de Estudios Montañeses.